# Важка атлетика на літніх Олімпійських іграх 1956
Змагання з важкої атлетики на літніх Олімпійських іграх 1956 тривали з 23 до 26 листопада в Королівському виставковому центрі. Змагалися тільки чоловіки. Розіграно 7 комплектів нагород.

## Медальний залік
| Дисципліни         | Золото                     | Срібло                        | Бронза                       |
| ------------------ | -------------------------- | ----------------------------- | ---------------------------- |
| Легша вага         | Чарлз Вінчі · США          | Володимир Стогов · СРСР       | Махмуд Намджу · Іран         |
| Напівлегка вага    | Айзек Берґер · США         | Євген Мінаєв · СРСР           | Маріан Зелінський · Польща   |
| Легка вага         | Ігор Рибак · СРСР          | Равіль Хабутдінов · СРСР      | Кім Чхан Хі · Південна Корея |
| Середня вага       | Федір Богдановський · СРСР | Піт Джордж · США              | Ерманно Піньятті · Італія    |
| Напівважка вага    | Томмі Коно · США           | Василь Степанов · СРСР        | Джеймс Джордж · США          |
| Середня важка вага | Аркадій Воробйов · СРСР    | Девід Шеппард · США           | Жан Дебюф · Франція          |
| Важка вага         | Пол Андерсон · США         | Умберто Сельветті · Аргентина | Альберто Пігаяні · Італія    |

## Таблиця медалей
| Місце               | Країна               | Золото | Срібло | Бронза | Загалом |
| ------------------- | -------------------- | ------ | ------ | ------ | ------- |
| 1                   | США (USA)            | 4      | 2      | 1      | 7       |
| 2                   | СРСР (URS)           | 3      | 4      | 0      | 7       |
| 3                   | Аргентина (ARG)      | 0      | 1      | 0      | 1       |
| 4                   | Італія (ITA)         | 0      | 0      | 2      | 2       |
| 5                   | Іран (IRI)           | 0      | 0      | 1      | 1       |
| 5                   | Польща (POL)         | 0      | 0      | 1      | 1       |
| 5                   | Південна Корея (KOR) | 0      | 0      | 1      | 1       |
| 5                   | Франція (FRA)        | 0      | 0      | 1      | 1       |
| Загалом (8 збірних) | Загалом (8 збірних)  | 7      | 7      | 7      | 21      |